# Berberis photiniifolia
Berberis photiniifolia är en berberisväxtart som beskrevs av C.M. Hu. Berberis photiniifolia ingår i släktet berberisar, och familjen berberisväxter. Inga underarter finns listade i Catalogue of Life.